# 4531 Asaro
A 4531 Asaro (ideiglenes jelöléssel 1985 FC) egy kisbolygó a Naprendszerben. Carolyn Shoemaker fedezte fel 1985. március 20-án.